# Broderick Johnson

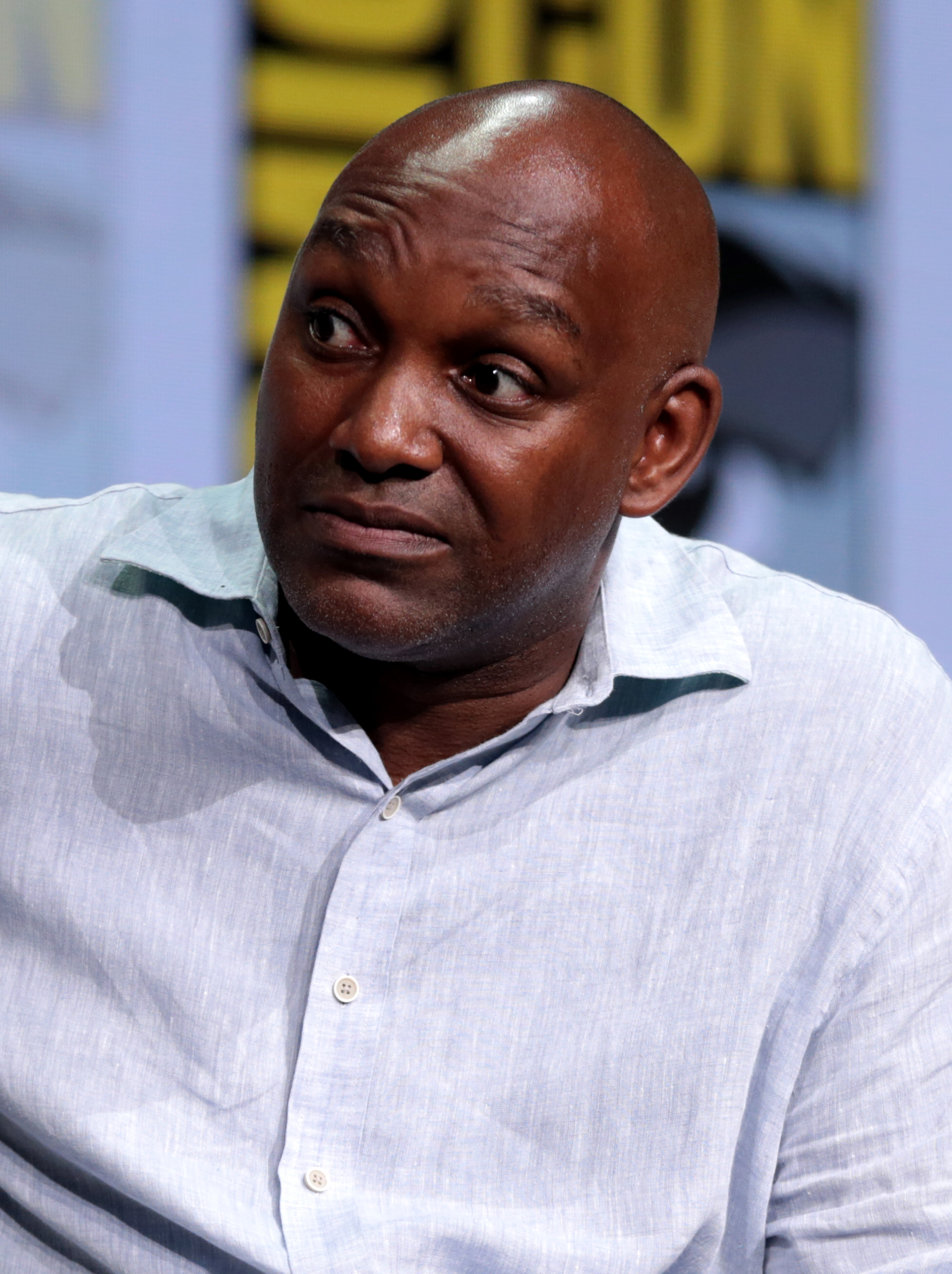
Broderick Johnson bei einem Panel zum Film Blade Runner 2049 auf der Comic-Con in San Diego 2017

Broderick Johnson (* in Athens, Georgia) ist ein US-amerikanischer Filmproduzent, Mitgründer und Co-CEO von Alcon Entertainment.

## Leben und Karriere
Broderick Johnson wurde in Athens im US-Bundesstaat Georgia geboren und schloss die Sidney Lanier High School in Montgomery (Alabama) ab. Während seines Wirtschaftstudiums an der Princeton University lernte er seinen späteren Arbeitskollegen Andrew Kosove kennen. Die beiden teilen ein gemeinsames Interesse an der Filmproduktion. Nach dem Abschluss arbeitet Johnson eine Zeit lang an der Wall Street. Die nächsten drei Jahre versuchten er und Kosove mithilfe eines erfahrenen Produzenten einen Film über den New Yorker Gangster Richard Kirkland zu entwickeln. Auch wenn der Film nie entstand, wurden die beiden durch die gesammelten Erfahrungen dazu ermutigt, ihre Träume zu verwirklichen.
Sie zogen daher nach Los Angeles. Dort trafen die beiden auf Frederick W. Smith, dem Gründer und Präsidenten von FedEx, dem sie einen Plan für ihre Independent-Filmproduktionsgesellschaft vorlegten. Smith gefiel die Idee und unterstützte Johnson und Kosove mit finanziellen Mitteln dabei 1997 Alcon Entertainment zu gründen. Die Gesellschaft ist so konzipiert, dass sie die Produktionskosten übernimmt und ein Filmstudio den Film vermarktet und verleiht. Der Profit und die Filmrechte bleiben dabei aber bei Alcon. Der erste Film, die romantische Komödie Get The Dog – Verrückt nach Liebe mit David Spade und Sophie Marceau in den Hauptrollen, wurde mit einem Einspielergebnis von 6,5 Millionen US-Dollar bei Produktionskosten von etwa 30 Millionen Dollar zum Flop. Erst mit dem zweiten Film, dem Jugendfilm Mein Hund Skip mit Frankie Muniz in der Hauptrolle, konnten sie bei einem Einspielergebnis von über 30 Millionen Dollar erste Erfolge verbuchen, woraus auch ein Vertrag mit Warner Bros. für die Vermarktung und Verleihung der von Alcon produzierten Filme entstand. Die im selben Jahr veröffentlichte und von den Kritikern größtenteils negativ bewertete Filmkomödie Ey Mann, wo is’ mein Auto? entstand bei 20th Century Fox.
Der erste Film aus dem Vertrag mit Warner war das 2007 erschienene Filmdrama P.S. Ich liebe Dich, das weltweit über 150 Millionen US-Dollar einspielte. 2008 produzierte Johnson mit Eine für 4 – Unterwegs in Sachen Liebe eine Fortsetzung zu Eine für 4 (2005), die beide als Erfolg betrachtet werden können. Sein nächster Film John Lee Hancocks Blind Side – Die große Chance aus dem Jahr 2009 wurde zu einem Kritikerliebling und nahm weltweit über 300 Millionen Dollar ein. Dafür erhielt er zusammen mit Kosove und Gil Netter eine Oscarnominierung in der Kategorie Bester Film und wurde so, nach Quincy Jones, zum zweiten afroamerikanischen Produzenten, der für diesen Preis nominiert wurde. Auch die nächsten beiden Filme, The Book of Eli (2010) von Albert und Allen Hughes und Mein Freund, der Delfin (2011) von Charles Martin Smith konnten mit weltweit über 157 und 95 Millionen Dollar an den Kinokassen überzeugen. Dem gegenüber steht der Fantasyfilm Beautiful Creatures – Eine unsterbliche Liebe aus dem Jahr 2013, der lediglich seine Produktionskosten wiedereinspielte. 2014 erfolgten die Veröffentlichungen von Transcendence, einem Science-Fiction-Thriller mit Johnny Depp und  Mein Freund, der Delfin 2.
Broderick Johnson ist verheiratet und hat drei Kinder.

## Filmografie (Auswahl)
- 1999: Get The Dog – Verrückt nach Liebe (Lost & Found)
- 2000: Mein Hund Skip (My Dog Skip)
- 2000: Ey Mann, wo is’ mein Auto? (Dude, Where’s My Car?)
- 2001: Das Halsband der Königin (The Affair of the Necklace)
- 2002: Insomnia – Schlaflos (Insomnia)
- 2004: American Princess (Chasing Liberty)
- 2005: Im Rennstall ist das Zebra los (Racing Stripes)
- 2005: Eine für 4 (The Sisterhood of the Traveling Pants)
- 2007: P.S. Ich liebe Dich (P.S. I Love You)
- 2008: Ein tödlicher Anruf (One Missed Call)
- 2008: Eine für 4 – Unterwegs in Sachen Liebe (The Sisterhood of the Traveling Pants 2)
- 2009: Blind Side – Die große Chance (The Blind Side)
- 2010: The Book of Eli
- 2011: Fremd Fischen (Something Borrowed)
- 2011: Mein Freund, der Delfin (Dolphin Tale)
- 2012: Joyful Noise
- 2013: Beautiful Creatures – Eine unsterbliche Liebe (Beautiful Creatures)
- 2013: Prisoners
- 2014: Transcendence
- 2014: Mein Freund, der Delfin 2 (Dolphin Tale 2)
- 2015: Point Break
- 2017: Blade Runner 2049
- 2017: Wer ist Daddy? (Father Figures)